# Стецівський заказник
Стецівський заказник — гідрологічний заказник місцевого значення. Об'єкт розташований на території Звенигородського району Черкаської області, село Стецівка.
Площа — 50 га, статус отриманий у 1979 році.